# Žena Glava
Žena Glava – wieś w Chorwacji, w żupanii splicko-dalmatyńskiej, w mieście Komiža. W 2011 roku liczyła 46 mieszkańców.